# Abisara burnii
Abisara burnii é uma borboleta da família Riodinidae. Ela pode ser encontrada na região indo-malaia. Foi descrita em 1895 por Nicéville.

## Subespécies
- Abisara burnii burnii (Assam)
- Abisara burnii timeo (Fruhstorfer, 1904) (norte Indo China)
- Abisara burnii assus Fruhstorfer, 1914 (sul da China)
- Abisara burnii etymander (Fruhstorfer, 1908) (Taiwan)